# إلن ويلارد
إلن ويلارد (بالإنجليزية: Elen Willard)‏ هي ممثلة أمريكية، ولدت في 1 سبتمبر 1941 في الولايات المتحدة.

## وصلات خارجية
- إلن ويلارد على موقع IMDb (الإنجليزية)
- إلن ويلارد على موقع قاعدة بيانات الفيلم (الإنجليزية)